# NGC 3666
NGC 3666是一个位于狮子座的無棒螺旋星系 ，1784年3月15日由威廉·赫歇爾发现。

## 画廊

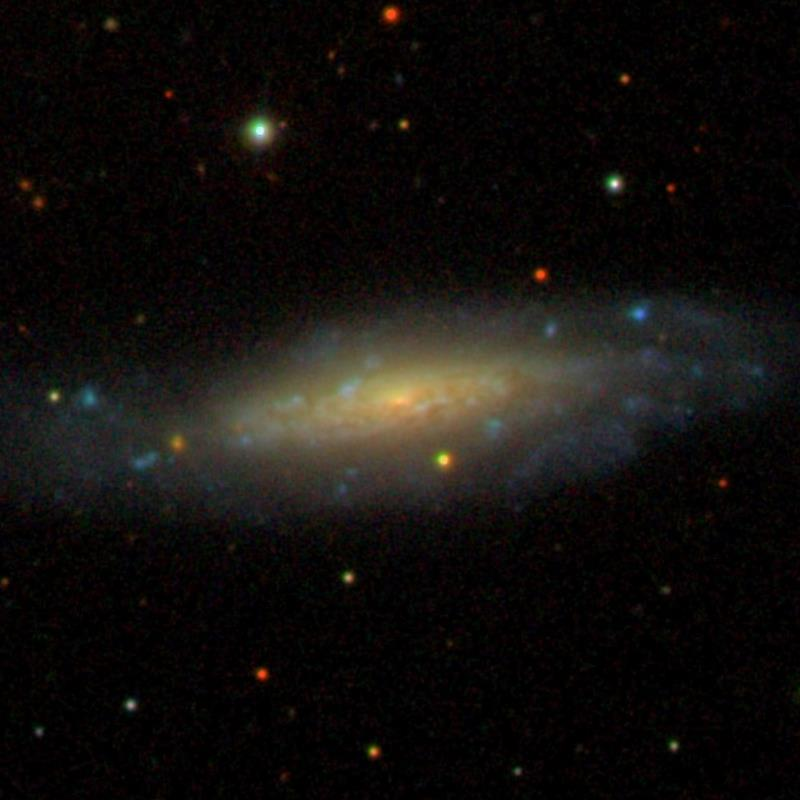
NGC 3666 (SDSS DR14)